# Google Home

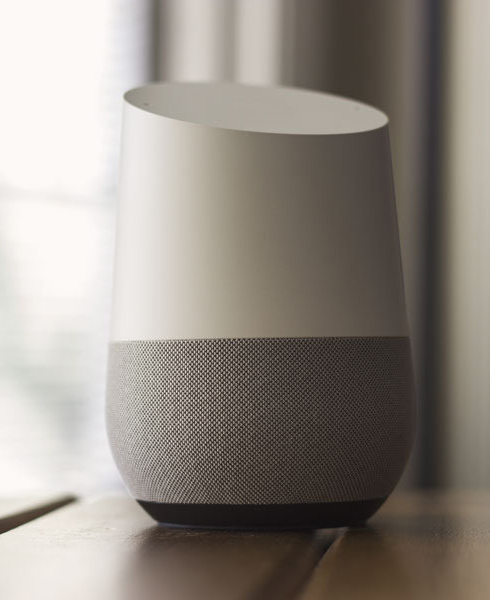
Google Home

Google Home is een draadloze slimme speaker. Door middel van spraakherkenning kan Home opdrachten aannemen. Er wordt gebruikgemaakt van Google Assistant als intelligent personal assistant of IPA. Home doet tevens dienst als hub voor domotica. De speaker werd aangekondigd tijdens Google's eigen ontwikkelaarsconferentie I/O op 18 maart 2016.
Het instellen van de Google Home gebeurt door middel van een app op een Android of iOS-telefoon. Eenmaal ingesteld werkt de Google Home zelfstandig via een aanwezige WiFi-verbinding.
Op 9 oktober 2018 maakte Google bekend dat de Google Home en Google Home Mini op 24 oktober in Nederland beschikbaar kwamen.
Sinds december 2019 wordt Google Assistant, de spraakassistent van Google, in het Nederlands ondersteund. Gebruikers kunnen daardoor in het Nederlands gekoppelde apparaten met spraak bedienen.
Op 6 oktober 2020 kondigde Google tijdens zijn jaarlijkse hardware evenement – Google Night Launch In – de nieuwe opvolger van de Google Home aan: de Google Nest Audio.

## Ontwerp
De speaker bestaat uit twee delen. Het bovenste deel heeft een vaststaand ontwerp. Het onderste deel, waar de luidspreker zit, is naar wens aanpasbaar.

## Mini
Ook is er een kleinere versie, de Google Home Mini, een met stof beklede puck, met vier gekleurde leds die onder de stof verstopt zitten. De mini heeft geen batterij, maar wordt gevoed door een micro-USB-aansluiting.